# Cr 2
Berlandieri x Riparia Crâciunel 2 (zkratka Cr 2) je odrůda révy, speciálně vyšlechtěná jako podnož, interspecifický kříženec (též hybridní odrůda, mezidruhové křížení, PiWi odrůda) Vitis berlandieri x Vitis riparia. Odrůda byla vyšlechtěna v Rumunsku roku 1935 selekcí podnožové odrůdy révy K 5BB (Berlandieri x Riparia Kober 5BB). 
Vitis berlandieri je původní druh révy, pocházející z jižní části severoamerického kontinentu, divoce rostoucí především v Texasu, v Novém Mexiku a v Arkansasu. Je znám především svou tolerancí vůči vysokému obsahu vápníku v půdě. Když evropské vinice koncem 19. století napadl révokaz, zavlečený z Ameriky a bylo nutné začít roubovat evropské odrůdy původu Vitis vinifera na americké podnože, bylo zpočátku obtížné najít révu, která by dobře prospívala v půdách, bohatších na vápník. To Vitis berlandieri sice splňuje, ale na druhé straně se špatně přizpůsobuje roubování. Proto se různé podnože, odolné révokazu a tolerantní vůči obsahu vápníku v půdě, vyrábí křížením druhů Vitis berlandieri a Vitis riparia, někdy s podílem genů Vitis rupestris nebo Vitis vinifera.
Vitis riparia je původní druh révy, rozšířený na východním pobřeží severoamerického kontinentu od kanadské provincie Québec do Texasu, ale divoce rostoucí i v některých vnitrozemských státech, jako například Montana, Severní Dakota či Nebraska. Je to odolná a dlouhověká rostlina, schopná dosáhnout až do vrcholků nejvyšších stromů. Její tmavomodré plody byly používány již původními obyvateli Ameriky k výrobě želé, džemu a pravděpodobně i alkoholických nápojů. Výhodou tohoto druhu révy při šlechtění podnoží je vysoká odolnost vůči mrazu, houbovým chorobám, tolerance vůči révokazu a přizpůsobivost různým půdním typům. Geny Vitis riparia nese i poměrně značné množství hybridních moštových odrůd.

## Popis
Podnožová odrůda révy Berlandieri x Riparia Crâciunel 2 je dvoudomá dřevitá pnoucí liána, dorůstající v kultuře až několika metrů. Kmen tloušťky až několik centimetrů je pokryt světlou borkou, která se loupe v pruzích. Úponky révy umožňují této rostlině pnout se po pevných předmětech. Růst je bujný (až 4-5 m za rok), zpočátku se vzpřímenými letorosty, které se později ohýbají. Včelka je zelenohnědá, mírně ochmýřená. Vrcholek letorostu je ohnutý, středně silně ochmýřený, světle zelený až zelenohnědý s jasně růžovými okraji. Letorost je mírně zploštělý, zelený s modravým nádechem, nepatrně ochmýřený. Jednoleté réví je středně silné, s dlouhými internodii (15-18 cm), stejnoměrně šedé, jemně ochmýřené, zejména na uzlech. Očka jsou velká, ochmýřená, kónická.
Mladé listy jsou vínově červené s nažloutlým nádechem, protáhle třílaločnaté, na líci jemně, na rubu hustě ochmýřené, jak postupně stárnou, mění se barva na zelenou s hnědým odstínem. Zoubky jsou žlutozelené s načervenalým konci, srpovitě prohnuté. Dospělý list je středně velký až velký, mírně protáhlý, nečleněný či tří- až pětilaločnatý s mělkými výkroji, čepel listu je středně vrásčitá, zvlněná, tmavozelená, z obou stran jemně plstnatá, řapíkový výkroj je ve tvaru „U“ až lyrovitý s oblým dnem, široce otevřený, řapík je silný, žebrovaný, zelený s fialovým nádechem, kratší než střední žíla listu, obrvený. Žilnatina v okolí řapíku je intenzívně zbarvená, připomíná hvězdičku.
Květenství je řídké. Jednopohlavní (gynoidní) pětičetné květy v hroznovitých květenstvích jsou žlutozelené, potřebují k opylení pyl z jiných odrůd. Hrozen je malý, válcovitě kuželovitý, velmi volný, bobule jsou malé, kulaté, modročerné.

## Původ a rozšíření
Berlandieri x Riparia Crâciunel 2 je odrůda révy, speciálně vyšlechtěná jako podnož, interspecifický kříženec Vitis berlandieri x Vitis riparia, který vznikl selekcí odrůdy Berlandieri x Riparia Kober 5BB. Vyselektoval ji rumunský soukromý šlechtitel Hans Ambrosi roku 1935 v rumunské Výzkumné stanici vinohradnické v Crâciunel. 
Podnož je rozšířena na severu Rumunska, na Slovensku a v České republice. Do Státní odrůdové knihy České republiky byla odrůda zapsána roku 1983. V ČR byla roku 2010 vysazena na 3 ha podnožových vinic, které byly průměrného stáří 24 let. Od roku 1979 je používán klon PO-06. Udržovateli odrůdy v ČR jsou Šlechtitelská stanice vinařská Polešovice, Ing. Alois Tománek a ŠSV Velké Pavlovice.

## Název
Název odrůdy vznikl kombinací názvů obou rodičovských druhů révy. Používané synonymum Crâciunel 2 je pracovním názvem odrůdy, odvozeným od místa selekce. Další, lokálně používaná synonyma jsou : Берландиери x Рипариа Крэчунел-2, Крэчунел-2 (Rusko), Berlandieri x Riparia sel. Craciunel, Craciunel C 2 PO-0/6, CR 2.

## Pěstování
Vegetační cyklus odrůdy od rašení do opadu listů je 180 dní při sumě aktivních teplot (SAT) 3250 °C. Růst je bujný, naštěpované odrůdy na ni rostou též bujně. Réví vyzrává ze 75 %, v nepříznivých ročnících někdy hůře, než u podnože K 5BB. Zakořeňování je velmi dobré, v hloubce 120–140 cm (až 2 m). Odolnost vůči mrazu je zvýšená (−27 °C), u kořenového systému průměrná, odolnost vůči kořenové formě révokazu je velmi dobrá, vůči listové střední, je rovněž dobře odolná vůči plísni révové (Plasmopara viticola) a padlí révovému (Uncinula necator). Odolnost vůči suchu je podprůměrná, ale lepší, než u podnože K 5BB. Podnož je používána pro střední a vysoké způsoby vedení.

### Půdy
Odolnost vůči obsahu vápníku v půdě je lepší, než u podnože K 5BB, snáší přibližně do 20 % aktivního Ca v půdě. Je vhodná jak pro půdy hlinité, tak pro spraše, půdy písčité a štěrkovité, nevhodná je do těžkých slínů a jílů.

### Využití
Afinita k odrůdám Vitis vinifera je dobrá. Oproti podnoži K 5BB se dosahuje vyšší výtěžnosti prvotřídních sazenic ve školce, vysokých výnosů naštěpovaných odrůd a menšího sprchávání. Je vhodná pro plodné odrůdy nepříliš bujného růstu, například Irsai Oliver, Ryzlink vlašský, Muškát Ottonel, Neuburské, Malverina, André, Cabernet Sauvignon či Zweigeltrebe. 

### Multimédia
- Ing. Radek Sotolář : Multimediální atlas podnožových, moštových a stolních odrůd révy, Mendelova zemědělská a lesnická universita Brno, zahradnická fakulta v Lednici
- Martin Šimek : Encyklopédie všemožnejch odrůd révy vinné z celýho světa s přihlédnutím k těm, co již ouplně vymizely, 2008-2012